# Осельки (посёлок при станции)
Осельки́ — посёлок при железнодорожной станции в Лесколовском сельском поселении Всеволожского района Ленинградской области.

## История
По данным 1966 года посёлок при станции Осельки отсутствовал в составе Всеволожского района.
По данным 1973 и 1990 годов посёлок при станции Осельки входил в состав Лесколовского сельсовета.
В 1997 году в посёлке проживали 123 человека, в 2002 году — 168 человек (русских — 74%), в 2007 году — 158, в 2010 году — 214 человек.

## География
Посёлок расположен в северной части района на автодороге 41К-071 (Новое Токсово — Керро).
Расстояние до административного центра поселения 3 км.
Через посёлок проходит железнодорожная линия Приозерского направления, имеется остановочная платформа Осельки.
Посёлок находится к северу от Кавголовского озера. Между посёлком и Кавголовским озером располагается садоводство «Осельковское».

## Демография
| 2007 | 2010 | 2013 | 2017 |
| ---- | ---- | ---- | ---- |
| 158  | ↗214 | ↗365 | ↘254 |

### Национальный состав
Согласно данным Всероссийской переписи населения 2021 года в посёлке при станции проживали 539 человек, из них:
 русские — 356, узбеки — 4, таджики — 2, евреи — 1, татары — 1 человек, остальные национальность не указали.

## Улицы
30-й км, 33-й км, Верхняя, Всеволожская, Дом-Кардон, Железнодорожная, Заозёрная, Кавголовская, Лесная, Лиственная, Нижняя, Ольховая, Пионерская, Пограничная, Поперечная, Привокзальная, Садовая, Северная, Солнечная, Сосновая, Спортивная, Токсовская, Трудовая, Хвойная, Южная.

## Садоводства
Осельки.